# Theatrum chemicum
Theatrum chemicum («Teatro químico») es un compendio de escritos alquímicos tempranos publicados en seis volúmenes a lo largo de seis décadas. Los tres primeros volúmenes fueron publicados en 1602, mientras que el sexto volumen final fue publicado íntegramente en 1661. Theatrum chemicum sigue siendo el trabajo colectivo más exhaustivo sobre el tema de la alquimia jamás publicado en occidente.
El título completo de la obra es THEATRUM CHEMICUM, PRÆCIPUOS SELECTORUM AUCTORUM TRACTATUS DE CHEMIÆ ET LAPIDIS PHILOSOPHICI. Antiquitate, veritate, jure præstantia, & operationibus, continens: In gratiam Veræ Chemiæ, & medicinæ Chemicæ studiosorum (ut quiuberrimam inde optimorum remediorum messem facere poterunt) congestum, & in sex partes seu volumina digestum, aunque volúmenes posteriores expresen títulos ligeramente modificados. En aras de la brevedad, el trabajo es más a menudo denominado simplemente Theatrum chemicum.
Todos los volúmenes de la obra, con excepción de los dos últimos, fueron publicados por Lazarus Zetzner en Oberursel y Estrasburgo, Francia (entonces denominado Argentoratum). Los dos últimos volúmenes fueron publicados póstumamente por los herederos de Zetzner, que continuaron utilizando su nombre para fines de publicación.
Los volúmenes son en realidad una colección de tratados alquímicos, ensayos, poemas, notas y escritos de diversas fuentes tanto publicados como inéditos, algunos de los cuales se atribuyen a escritores conocidos y otros permanecen anónimos. A pesar de que Zetzner actuara principalmente como editor y redactor, muchos de los contenidos no se cree que hayan sido escritos por él. Sin embargo, debido a que el Theatrum chemicum fue más ampliamente difundido en comparación con la mayoría de los textos alquímicos de la época, y su texto estaba en el latín universal utilizado por la mayoría de los eruditos del tiempo, Zetzner es citado a menudo como el autor de muchos textos alquímicos tempranos que de hecho no compuso.

## Historia
Theatrum chemicum se desarrolló como una evolución de proyectos alquímicos previamente impresos remontándose hasta 1475, cuando un puñado de escritos que se creían elaborados por Geber (o Pseudo-Geber) fueron impresos con poemas alquímicos adjuntos y distribuidos en la zona de Venecia, y luego una década más tarde en Roma.
Un precedente más directamente relacionado del Theatrum chemicum fue una publicación de Johannes Petreius titulada "De Alchemia", una obra que contenía diez tratados alquímicos publicados en Núremberg en 1541. Petreius había estado recopilando documentos alquímicos con la intención de publicar una recopilación más completa, aunque nunca completó esta tarea. Tras la muerte de Petreius su colección pasó a manos de su pariente Heinrich Petri de Basilea que la publicó en colaboración con Pietro Perna en 1561. Para entonces la colección había acumulado un total de 53 textos y se publicó bajo el nombre de Verae alchemiae artisque metallicae, citra aenigmata, doctrina. Aunque Petri seguiría publicando obras de alquimia, fue su socio Perna el que en 1572 publicó una serie completa de publicaciones ampliadas sumando un total de siete volúmenes con más de 80 textos. Perna intentó incluir la colección de su yerno Konrad Waldkirch en una serie en varios volúmenes aún más grande, pero en cambio vendió la colección a Lazarus Zetzner. Zetzner publicaría los 80 textos recién adquiridos y aquellos de Waldkirch como los primeros volúmenes del Theatrum chemicum. A lo largo de los seis volúmenes del Theatrum chemicum Zetzner aumentó la colección para incluir más de 200 tratados alquímicos.

## Publicación
Lazurus Zetzner (L. Zetzneri) publicó el Theatrum chemicum en ediciones no sistemáticas. En su lugar reimprimió ediciones de volúmenes anteriores que habían aparecido hasta la fecha de publicación del volumen particular del Theatrum chemicum.
El material es diverso, siendo concebido como un solo cuerpo de trabajo conteniendo todos los textos alquímicos significativos de su tiempo. Aunque el Theatrum chemicum sea un libro sobre alquimia, por sus estándares contemporáneas representó un cuerpo de trabajo que, en un contexto moderno, es similar a textos tales como The Handbook of Chemistry & Physics, el Physicians' Desk Reference, u otros textos especializados para la práctica y estudio de las ciencias y la filosofía, incluyendo la medicina. El médico y filósofo Sir Thomas Browne poseyó un ejemplar, mientras que Isaac Newton llenó los márgenes de su copia con anotaciones.
Dentro de los distintos volúmenes se encuentran algunas de las obras más estudiadas en el campo de la alquimia, como la Turba philosophorum, Arcanum philosophorum, Cabala chemica, De ovo philosophorum, muchos tratados centrados en el Secretum secretorum, la piedra filosofal, el elixir de la vida, la Tabla de Esmeralda, y varias obras atribuidas a Alberto Magno y Tomás de Aquino. Las fechas de publicación originales de los escritos específicos encontrados en el Theatrum chemicum se extienden desde tan solo unos pocos años antes de la publicación de cada volumen, hasta tan hacia atrás como varios siglos en algunos casos.

## Contenido
El establecimiento de una tabla precisa de los contenidos de los distintos volúmenes del Theatrum chemicum es un tema de debate entre los estudiosos. A causa de la naturaleza no estandarizada de las tempranas prácticas de publicación y de la reimpresión de tratados de ediciones más tempranas, a veces bajo su completo elenco de títulos modificados, los que estudian el contenido del Theatrum chemicum suelen encontrar discrepancias en el formato, el título del tratado, el número de página y en algunos casos incluso la autoría. Por ejemplo, no está claro si algunos tratados que aparecen como anónimos son en realidad de un único autor o pueden ser atribuidos al autor del texto precedente.
Algunas de las autorías propuestas por Zetzner siguen siendo inverificables debido a la naturaleza de la publicación, la variada edad de los trabajos y la práctica de atribuir la autoría sin métodos modernos de citación. Considerando la naturaleza esotérica de la materia, esto no era raro en el momento de la publicación del Theatrum chemicum, pero sí parece claro que Zetzner estableció la autoría de varios tratados de acuerdo a su fuente material original.
A continuación se muestra una lista de los tratados encontrados dentro del Theatrum chemicum y sus autores según lo establecido por Zetzner.

### Volúmenes I-III
Los tres primeros volúmenes del Theatrum chemicum se publicaron en 1602. El volumen I se publicó en Oberursel, mientras que los volúmenes posteriores se publicaron en Estrasburgo. Los tres primeros volúmenes aumentaron el número de tratados en cada volumen hasta un total de 88.

#### Vol. I
- Lazarus Zetznerus, (Epistola dedicatoria) (Introducción)
- Elenchus auctorum et tractatuum primae partis (Tabla de contenidos)
- Robertus Vallensis,[* 1] De veritate et antiquitate artis chemicae

- Libellus qui Testamentum Arnaldi a Villa Nova inscribitur
- Evidens et manifesta artis chemicae comprobatio. Ex Petri Apiani Antiquitatibus desumpta

- Johannes Chrysippus Fanianus, De arte metallicae metamorphoseos ad Philoponum
- Johannes Chrysippus Fanianus, De jure artis alchemiae, hoc est, variorum authorum, et praesertim iurisconsultorum, judicia et responsa ad quaestionem quotidianam: An alchimia sit ars legitima
- Thomas Mufett, De jure et praestantia chemicorum medicamentorum. Dialogus apologeticus

- Epistola dedicatoria
- Epistola ad lectorem
- De jure et praestantia chemicorum medicamentorum. Dialogus apologeticus

- Thomas Mufett, Epistolae quinque medicinales
- Theobaldus de Hoghelande Mittelburgensis,[* 2] De alchemiae difficultatibus liber

- Proemium
- De alchemiae difficultatibus liber

- Gerard Dorn, Clavis totius philosophiae chemisticae per quam potissima philosophorum dicta reserantur

- Epistola exhortativa
- Artis chemisticae

- Gerardus Dorn, Speculativae philosophiae gradus septem vel decem continens, per quos ad sublimia patet aditus

- Ad lectorem
- De speculativa philosophia

- Gerardus Dorn, De artificio supernaturali

- Praefatio
- Artificium supernaturale

- Gerardus Dorn, De naturae luce physica ex Genesi desumpta, iuxta sententiam Theophrasti Paracelsi (in quo continetur), Physica Genesis; Physica Hermetis; Physica Hermetis Trismegisti, (Tabula Smaragdina); Physica Trithemii; Philosophia meditativa; Philosophia chemica

- Argumentum totius opusculi
- Exclamatio auctoris ad Deum
- Creatio mundi ex narratione Moysis in Genesis Physica Genesis
- De medio spagirico dispositionis, ad adeptae philosophiae veram cognitionem, et lucii naturae purum conspectum (Physica Trismegisti)
- De spagirico artificio 10. Trithemii sententia (Physica Trithemii)
- De philosophia meditativa
- De philosophia chemica ad meditativam comparata

- Gerardus Dorn, De tenebris contra naturam et vita brevis

- De duello animi cum corpore
- De lapidum preciosorum structura (Gemmarum structura)

- Gerardus Dorn, Congeries Paracelsicae chemiae de transmutationibus metallorum

- Praefatio ad lectorem
- De transmutationibus metallorum

- Gerardus Dorn, De genealogia mineralium atque metallorum omnium (ex Paracelso)
- Bernardus G. Penotus, Tractatus varii, de vera praeparatione et usu medicamentorum chemicorum

- Praefatio
- De medicamentis chemicis

- Bernardus Trevisanus,[* 3] De alchemia liber (De chymico miraculo)
- Dionysius Zacharias,[* 4] Opusculum philosophiae naturalis metallorum

- Ad lectorem
- Opusculum

- Annotationes Nicolai Flamelli[* 3]

- Annotata quaedam ex Nicolao Flamello (Summarium philosophicum)
- Aliae quaedam annotationes ex variis autoribus
- Collectanea quaedam ex antiquis scriptoribus
- Collectanea ex Democrito; ex multorum opinionibus autorum

- Index rerum et verborum in primo tomo (Índice)

#### Vol. II

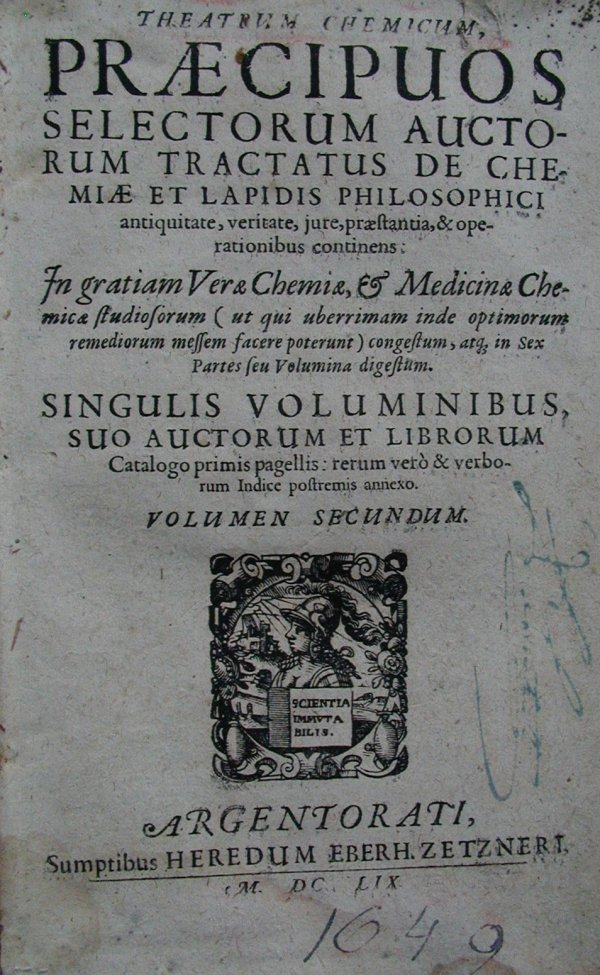
Theatrum chemicum, volumen II, página 1, originalmente publicado en 1602 en Estrasburgo, por Lazarus Zetzner.

- Elenchus auctorum et tractatuum secundae partis (Tabla de contenidos)
- Bernard Gilles Penot, Praefatio
- Gaston Claveus,[* 5] Apologia argyropoeiae et chrysopoeiae adversus Thomam Erastum
- Aegidius de Vadis,[* 6] Dialogus inter naturam et filium philosophiae

- Bernard Gilles Penot, Praefatio
- Auctoris praefatio
- Dialogus philosophiae
- Tabula inserenda ante prologum lib. 12. portarum Georgii Riplei (Philosophi artem potius occultare conati sunt quam patefacere)

- George Ripley,[* 7] Duodecim portarum epitome, duobus modis concinnata

- Prologus
- Duodecim portarum axiomata philosophica
- Compendium Alberti Magni, de ortu et metallorum materia, supra quam Spagyricus radicalia principia fundet

- Isaac Hollandus,[* 8] Fragmentum de lapide philosophorum
- Bernard Gilles Penot, Quaestiones et responsiones philosophicae
- Bernard Gilles Penot, Regulae seu canones philosophici LVII[* 9]
- Bernard Gilles Penot, Mercurii, sive argenti vivi ex auro vera extractio cum sua historia
- Chrysorrhoas, sive de arte chemica dialogus
- Josephus Quercetanus,[* 10] Ad Jacobi Auberti Vendonis de ortu et causis metallorum contra chemicos explicationem brevis responsio

- Ad Jacobi Auberti Vindonis de ortu et causis metallorum contra chemicos explicationem responsio

- John Dee, Monas hieroglyphica mathematice, magice, cabalistice, anagogiceque explicata

- Praefatio ad regem Maximilianum
- Ad typographum
- Monas hieroglyphica

- Lorenzo Ventura, De ratione conficiendi lapidis philosophici liber
- Giovanni Francesco Pico della Mirandola, Opus aureum De auro tum aestimando, tum conficiendo, tum utendo, ad conjugem
- Roger Bacon, De alchemia libellus, cui titulum fecit, Speculum alchemiae
- Richardus Anglicus, Libellus utilissimus (peri chemeias), cui titulum fecit Correctorium
- Libellus alius (peri chemeias) utilissimus, et rerum metallicarum cognitione refertissimus, Rosarius minor inscriptus, incerti quidem, sed harum tamen rerum non imperiti auctoris
- Albertus Magnus, De alchemia

- Scriptum super arborem Aristotelis

- Giovanni Agostino Panteo, Ars et theoria transmutationis metallicae, cum Voarchadumia, proportionibus, numeris et iconibus rei accommodis illustrata
- Giovanni Agostino Panteo, Voarchadumia contra alchemiam ars distincta ab Archemia et Sophia

- Dedicatio
- Auctoris intentio
- Portio prima
- Portio secunda
- Portio tertia

- Index rerum et verborum secundi voluminis (Índice)

#### Vol. III

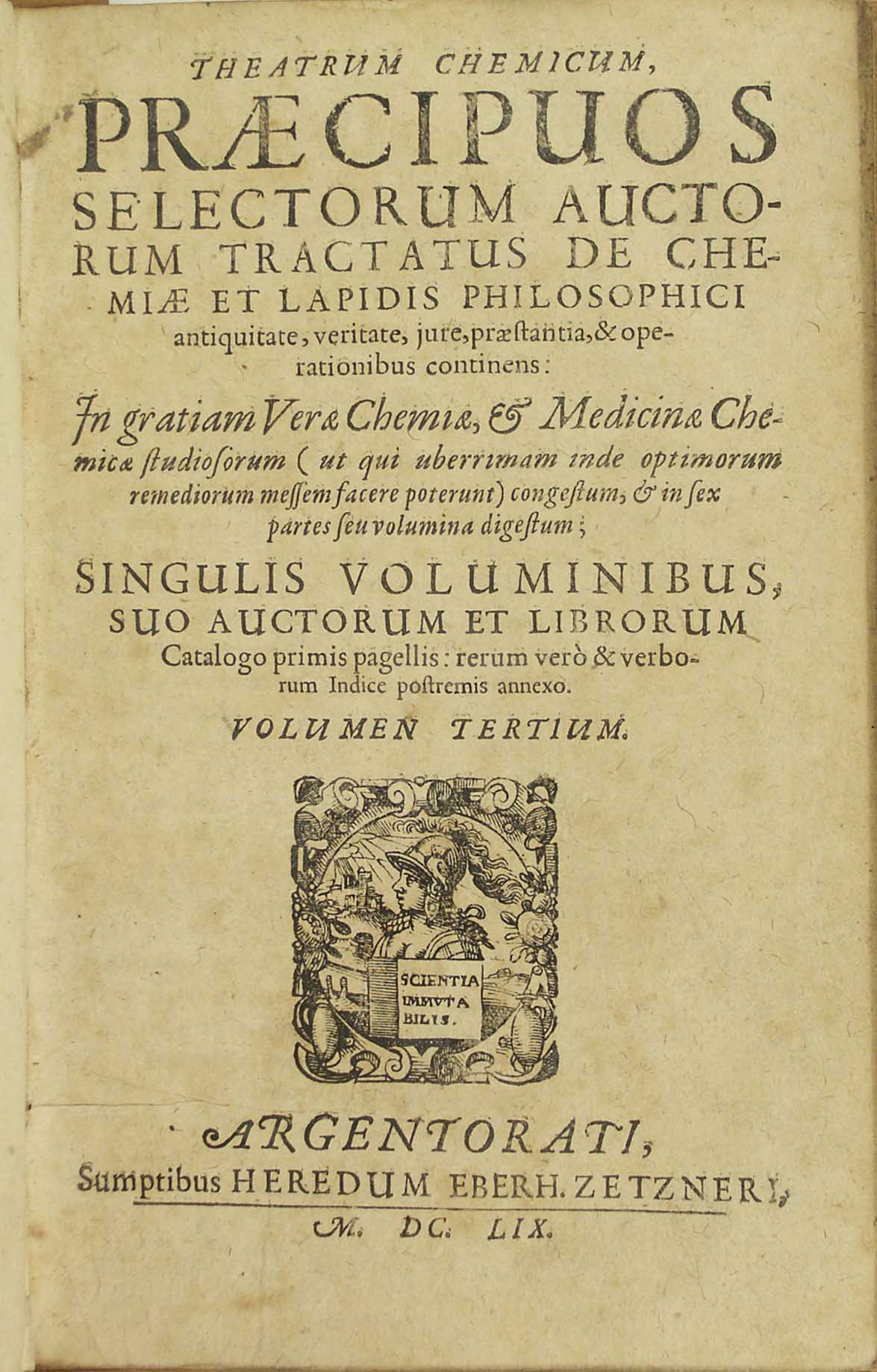
Theatrum chemicum, volumen III, página 1, originalmente publicado en 1602 en Estrasburgo, por Lazarus Zetzner.

- Elenchus auctorum et tractatuum tertiae partis (Tabla de contenidos)
- Liber de magni lapidis compositione et operatione, auctore adhuc incerto sed tamen doctissimo (De alchemia incerti auctoris)
- De magni lapidis sive benedicti compositione et operatione aliquot capita, ex manuscriptis[* 11]
- Aristoteles, De perfecto magisterio
- Arnaldus de Villanova, Liber perfecti magisterii, qui lumen luminum nuncupatur... vocatur etiam Flos florum

- Arnaldus de Villanova, Practica ex libro dicto Breviarius librorum alchemiae
- Arnaldus de Villanova, De decoctione lapidis philosophorum, et de regimine ignis

- Efferarius Monachus, De lapide philosophorum secundum verum modum formando
- Efferarius Monachus, Thesaurus philosophiae
- Raymundus Lullus, Praxis universalis magni operis
- Odomar, Practica magistri Odomari ad discipulum
- Historia antiqua de argento in aurum verso[* 12]
- Tractatus de marchasita, ex qua tandem cum aliis dicendis fit elixir ad album verissimum
- De arsenico

- Praeparatio salis armoniaci secundum Rasim
- De sale alkali

- Quaestio, an lapis philosophicus (valeat contra pestem)
- Vetus epistola doctissimi de metallorum materia, et artis imitatione

- Caravantes Hispanus, Practica Caravantis Hispani

- Johannes de Rupescissa, Liber magisterii de confectione veri lapidis philosophorum
- Giovanni Aurelio Augurello, Chrysopoeia ad Leonem decimum pntificem maximum (carmine conscripta)
- Giovanni Aurelio Augurello, Geronticon
- Thomas Aquinas, Secreta alchemiae magnalia

- Tractatus de lapide philosophico, et primo de corporibus supercaelestibus
- Thomas Aquinas, Tractatus datus fratri Reinaldo, in arte alchimiae

- Joannes de Rupescissa, Liber lucis
- Raymundus Lullus, Clavicula, quae et apertorium dicitur
- Joannes Isaac Hollandus, Operum mineralium, sive de lapide philosophico
- Ewaldus Vogelius,[* 14] Liber de lapidis physici conditionibus; quo abditissimorum auctorum Gebri et Raymundi Lullii methodica continetur explicatio

- Praefatio
- Libri de inventione veritatis seu perfectionis
- De materiae tenuitate et subtilitate spirituali
- De affinitate medic. et metal
- De radicali humiditate ignea
- De puritatis claritate
- De terra figente
- De tinctura alba vel rubea

- Tractatus septem de lapide philosophico[* 16]

- Praefatio
- Rosarius abbreviatus

- Jodocus Greverus (Grewer), Secretum nobilissimum et verissimum[* 16]
- Alanus, Dicta de lapide philosophico e Germanico Latinae redita[* 16]

- Praefatio
- Dicta Alani philosophi de lapide philosophico

- Conclusio summaria ad intelligentiam Testamenti seu Codicilli Raymundi Lullii, et aliorum librorum ejus; nec non argenti vivi, in quo pendet intentio tota intentiva, qua aliter Repertorium Raymundi appellatur[* 17]

- Joannes Pontanus, Epistola in qua de lapide, quem philosophorum vocant, agitur
- Carmina alchemica

- Nicolas Barnaud, Commentariolum in quoddam epitaphium Bononiae studiorum, ante multa secula maemoreo lapidi insculptum
- Nicolas Barnaud, Processus chemici

- Addam et processum sub forma missae, a Nicolao Melchiore Cibinensi Transilvano, ad Ladislaum Ungariae et Bohemiae regem olim missum
- Carmen elegans

- Triga chemica[* 18]

- Lambspringk, De lapide philosophico libellus e Germanico versu Latine reditus
- Philosophus Gallus Delphinas Anonymus, Liber secreti maximi totius mundanae gloriae
- Extractum ex Cimbalo aureo, antiquissimo libro manuscripto, ad rem nostram faciens
- Arcanum philosophorum

- Nicolas Barnaud, Brevis elucidatio illius arcani philosophorum

- Quadriga aurifera[* 18]

- Ad lectorem
- Prima rota: Tractatus de philosophia metallorum
- Secunda rota: George Ripley, Liber duodecim portarum

- Epistola dedicatoria
- Liber duodecim portarum

- Tertia rota: George Ripley, Liber de mercurio et lapide philosophorum
- Quarta et ultima rota: Scriptum probi, et non male docti viri, cujus nomen excidit, elixir solis Theophrasti Paracelsi tractans

- Tabula Coelum philosophicum

- Nicolas Barnaud, Processus

- Auriga chemicus[* 18]

- Praefatio
- Auriga chemicus, sive Theosophiae palmarium

- De occulta philosophia epistola[* 18]

- Ad lectorem
- De occulta philosophia epistola cuiusdam patris ad filium

- Paucula dicta sapientum
- Index rerum et verborum memorabilium, quae in hoc tertio volumine continentur (Índice)

### Volume IV

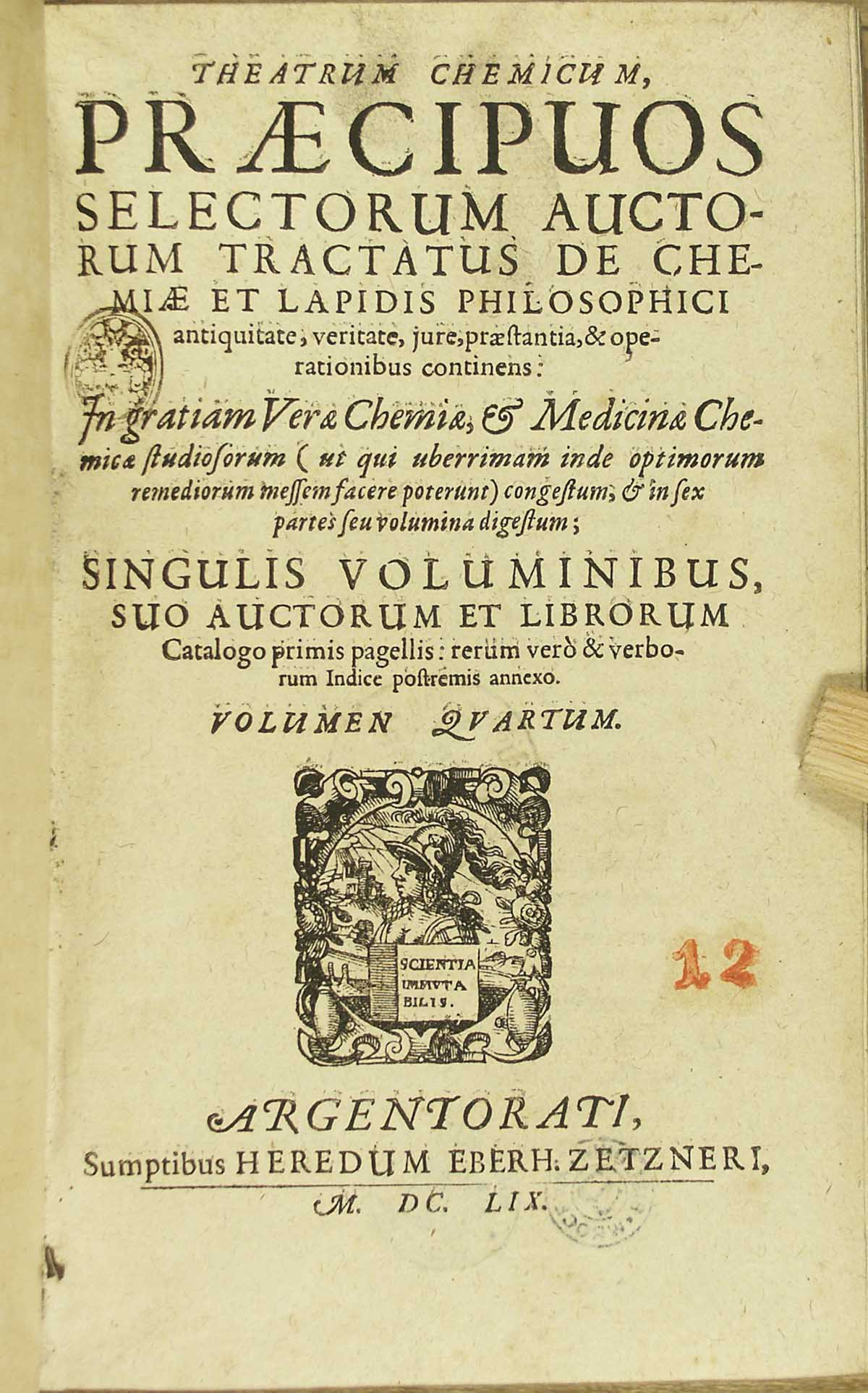
Theatrum chemicum, volumen IV, página 1, publicado en 1613 en Estrasburgo, por Lazarus Zetzner.

El cuarto volumen del Theatrum Chemicum se publicó en 1613 en Estrasburgo. En el momento de su publicación también fue expedida una reimpresión de los volúmenes I-III. Las ediciones reimpresas son casi idénticas, aunque hay diferencias en detalles, tales como el número de página, el formato y un cambio menor en la redacción que no afecta al contenido. Esto a menudo da lugar a diferencias en las citas que usan el Theatrum Chemicum como una fuente de referencia. La única diferencia significativa en las nuevas ediciones es la inclusión de un tratado en el volumen 3 titulado "De magni lapidis sive benedicti compositione et operatione (Liber magiae generalis)" que no aparece en las ediciones anteriores. Con los tratados adicionales hallados en el volumen IV, el número de tratados totales se elevaron a 143.
- Lazarus Zetzner, Praefatio ad lectorem (1613) (Introducción)
- Elenchus auctorum et tractatuum huius quarti voluminis (Tabla de contenidos)
- Raymundus Lullus, Testamentum. Theorica
- Raymundus Lullus, Testamentum. Practica super lapide philosophico
- Raymundus Lullus, Compendium animae transmutationis artis metallorum Ruperto Anglorum Regi transmissum

- De significatione literarum
- Typographus lectori

- Artefius, Liber qui Clavis majoris sapientiae dicitur

- Ad lectorem
- De generatione animalis

- Heliophilus a Percis Philochemicus,[* 19] Nova disquisitio de Helia Artista

- Philochemicus Heliophilus a Percis Philochemicus
- Heliophilus a Percis Philochemicus, Nova disquisitio de Helia Artista theophrasteo, super metallorum transformatione, etc.

- Hieronymus de Zanetinis, Conclusio (comparatio alchimiae), qua disputationi et argumentis Angeli respondetur
- Thomas Arfoncinus, De jure alchymiae responsum
- Anonymus,[* 19] De materia et praxi lapidis philosophorum; Von der Materi und Prattick dess Steins der Weisen

- Vorred an den Kunstliebenden Leser
- Programma ad lectorem philochymicum
- Gulden Gedicht
- Carmen apollineum
- Plutarchus, De capienda utilitate ex inimicis

- Nicolaus Niger Happelius,[* 19] Cheiragogia Heliana de auro philosophico, nec dum cognito

- Programma authoris
- Praefatio (Fecha 4 de julio de 1612)
- Protestatio
- Carmen appolineum Helianum

- Venceslaus Lavinus Moravus, Tractatus de coelo terrestri
- Nicolaus Niger Hapelius,[* 19] Disquisitio Heliana

- Praefatio
- Disquisitio Heliana de metallorum transformatione, etc.

- Fabianus de Monte S. Severini, Ex tract. de empt. et vend.
- Nicolaus Niger Happelius,[* 19] Aphorismi Basiliani sive canones hermetici de spiritu, anima et corpore medio majoris et minoris mundi
- Andreas Brentzius, Variae philosophorum sententiae perveniendi ad lapidem benedictum

- Epistola dedicatoria (ad Wolfgango episcopo ratisbonensi), (Fecha 20 de enero de 1606)
- Sententiae seu processus Alberti Magni philosophi
- Processus Raimundi Lulli, quem in suis libris hinc inde descripsit: praesertim Testamento novissimo, et in luce Mercuriorum
- Processus Lulli secundum mentem Jani Lacinii Calabri, quem tamen ego non probo
- Processus Gebri Arabis, collectus ex variis locis summae perfectionis, in quibus sparsim Geber eum tradidit
- Tinctura Gebri ad rubeum
- Alius et quidam praestantissimus rubeae tincturae modus, Gebro sparsim parce et paucis verbis positus
- Tinctura ad album ex arsenico a Gebro descripta
- Processus B. Thomae de Aquino, quem admodum ejus facit mentionem Paracelsus
- Paracelsi tinctura ex solo sulphure
- Processus Paracelsi nobilissimus, quem paucissimus verbis in Tinctura physicorum exposuit
- Modus perveniendi ad tincturas per Mercurios corporum perfectorum
- Usus secundus (primus) Mercuriorum e corporibus extractorum
- Usus secundus Mercuriorum e corporibus extractorum
- Usus tertius Mercuriorum ex corporibus perfectis extractorum
- Usus quartus Mercuriorum e metallicis perfectis corporibus confectorum
- Processus quorundam ex antiquis. Ex Mercurio vulgari, et Sole vel Luna
- Processus coagulandi amalgamata per spiritum sive animam Saturni

- Series tractatuum huius philosophiae chymicae

- Bernardus Gilles Penotus, Epistola (ad Mauritium Lantgravium Hassiae)

- I. L., Ad authorem huius apologiae
- I. B. A., Ad eundem
- Guilielmus Dubroc, Ad eundem
- Stephanus Gasconius, Ad eundem

- Gaston Dulco, De triplici praeparatione auri et argenti

- Bernardus Gilles Penotus, Praefatio (ad lectorem)
- Gaston Dulco, Epistola dedicatoria (ad Jacobo Laffinio, 1594)
- De triplici praeparatione auri et argenti

- Gaston Dulco, De recta et vera ratione progignendi lapidis philosophici, seu salis argentifici et aurifici. Dilucida et compendiosa explicatio
- Anonymus, Canones seu regulae decem, de lapide philosophico

- Typographus lectori

- Epilogus totius rei hic est

- Divi Leschi Genus Amo, Duodecim tractatus de lapide philosophorum

- Praefatio ad lectorem
- Johan Henricus Alstedius, Epigramma
- Tractatus I: De impossibilitate naturae
- Tractatus II: De operatione naturae
- Tractatus III: De prima metallorum materia
- Tractatus IV: Quomodo metalla in terrae visceribus generantur?
- Tractatus V: De generatione lapidum
- Tractatus VI: De secunda materia
- Tractatus VII: De virtute secundae materiae
- Tractatus VIII: De arte
- Tractatus IX: De commixtione metallorum
- Tractatus X: De generatione supernaturali
- Tractatus XI: De praxi et confectione lapidis
- Tractatus XII: De lapide, et ejus virtute
- Epilogus seu conclusio horum duodecim tractatuum

- Divi Leschi Genus Amo, Aenigma philosophorum
- Divi Leschi Genus Amo, Parabola seu aenigma philosophorum, coronidis et superadditamenti loco adjunctum
- Divi Leschi Genus Amo, Dialogus Mercurii, alchymistae, et naturae (de lapide philosophorum)

- (Ad lectorem)

- M. Georgio Beato interprete, Aureliae occultae philosophorum partes duae

- Aenigma philosophorum sive symbolum Saturni, per parabolas Azoth dilucide ostendens
- Pars prima
- Pars secunda

- Arnoldus de Villanova, Speculum alchymiae

- Hieronymus Megiserus, Admodum reverendo et obilissimo Dn. Wolfgango ad Heussenstam
- Vita Arnaldi de Vila Nova
- Arnoldus de Villanova, Speculum alchymiae

- Arnoldus de Villanova, Nova carmen
- Arnoldus de Villanova, Quaestiones tam essentiales quam accidentales ad Bonifacium octavum
- Philosopho Anonymo, Tractatus de secretissimo antiquorum philosophorum arcano

- Praefatio ad lectorem
- Catalogus autorum qui in hoc opusculo continentur
- XXII propositiones sive maximae in quibus veritas totius artis chemicae brevissime comprehenditur
- Joannes de Lasnioro, Tractatus secundus aureus de lapide philosophorum
- Joannes Trithemius, Tractatus III chemicus nobilis

- Hermes Trismegistus, Tractatus aureus de lapidis physici secreto

- Dominicus Gnosicus Belga, Epistola dedicatoria (ad Ladislao Welen, baroni a Zierotin)
- Subiectissimus Anonymus, Praefatio (ad Jacobo Alsteinio, dated 23 October 1608)
- Hermes Trismegistus, Tractatus aureus de lapidis physici secreto, in capitula septem divisus: nunc vero a quodam Anonymo scholiis illustratus
- Capitulum primum
- Capitulum secundum
- Capitulum tertium
- Capitulum quartum
- Capitulum quintum
- Capitulum sextum
- Capitulum septimum
- Conclusio totius tractatus

- David Lagneus,[* 23] Harmonia seu consensus philosophorum chemicorum

- Epistola dedicatoria (ad Heroaldo, Valgrinosae domino, 1611)
- Praefatio (1611)
- Urbanus, Johanni Herovardo
- Buetus, Ad D. Lagneum
- Catalogus auctorum in hac harmonia citatorum
- Harmonia seu consensus philosophorum chemicorum, magno cum studio et labore in ordinem digestus, et a nemine alio hac methodo distributus
- (Ad lectorem)
- Aenigmaticum quoddam epitaphium Bononiae studiorum, ante multa secula, marmoreo lapidi insculptum (vide III, 744)
- Arcanum philosophorum, per virum doctissimum olim versu hexametro conscriptum
- M. Quadratus, In harmoniam chemicam D. Lagnei, ex intimis intimi

- Albertus Magnus, De concordantia philosophorum in lapide
- Albertus Magnus, Compositum de compositis
- Albertus Magnus,[* 25] Liber octo capitulorum: De lapide philosophorum
- Avicena, Ad Hasen regem epistola de re recta
- Avicena, Declaratio lapidis physici filio suo Aboali
- Avicena, De congelatione et conglutinatione lapidum
- Guilhelmus Tecenensis, Liber lilium tanquam de spinis evulsum
- Joannes Dumbeler,[* 26] Practica vera alkimica per magistrum Ortholanum Parisiis probata et experta sub anno domini 1358
- Anonymus, Lumen juvenis experti novum[* 27]
- Magister Valentinus, Opus praeclarum ad utrumque magistri Valentini expertissimi. Quod pro testamento dedit filio suo adoptivo, qui etiam istum tractatulum propria manu scripsit Joanni Apot (Apotecario)
- Anonymus, Super (hoc ipsum) tractatulum: "Studio namque florenti"
- Opus ad album
- Thomas Aquinas, Liber lilii benedicti 26. Mer: fugi dum bibit Lunam sedecies duplum

- Opus excellentissimum S. Thomae de Aquino
- Super tractatulum "Mer fugi dum bibit"

- Anonymus, Breve opus ad rubeum cum sole per aquas fortes
- Petrus de Silento, Opus
- De lapide philosophico

- Joachimus Tanckius, Epistola dedicatoria (ad Bernhardo G. Penoto, Lipsiae) (Fecha 1 de abril de 1603)
- Joachimus Tanckius, Ad lectorem

- Anonymus, Tractatus philosophicus ad rubrum et album

- Joachimus Tanckius, Epistola dedicatoria (ad Nicolao Bernaudo, Lipsiae 1603)

- Paulus Eck de Sultzbach, Clavis philosophorum. Ludus puerorum et labor mulierum. Annno 1489

- Index rerum memorabilium, quae in hoc quarto volumine continentur, copiosissimus (Índice)

### Volume V

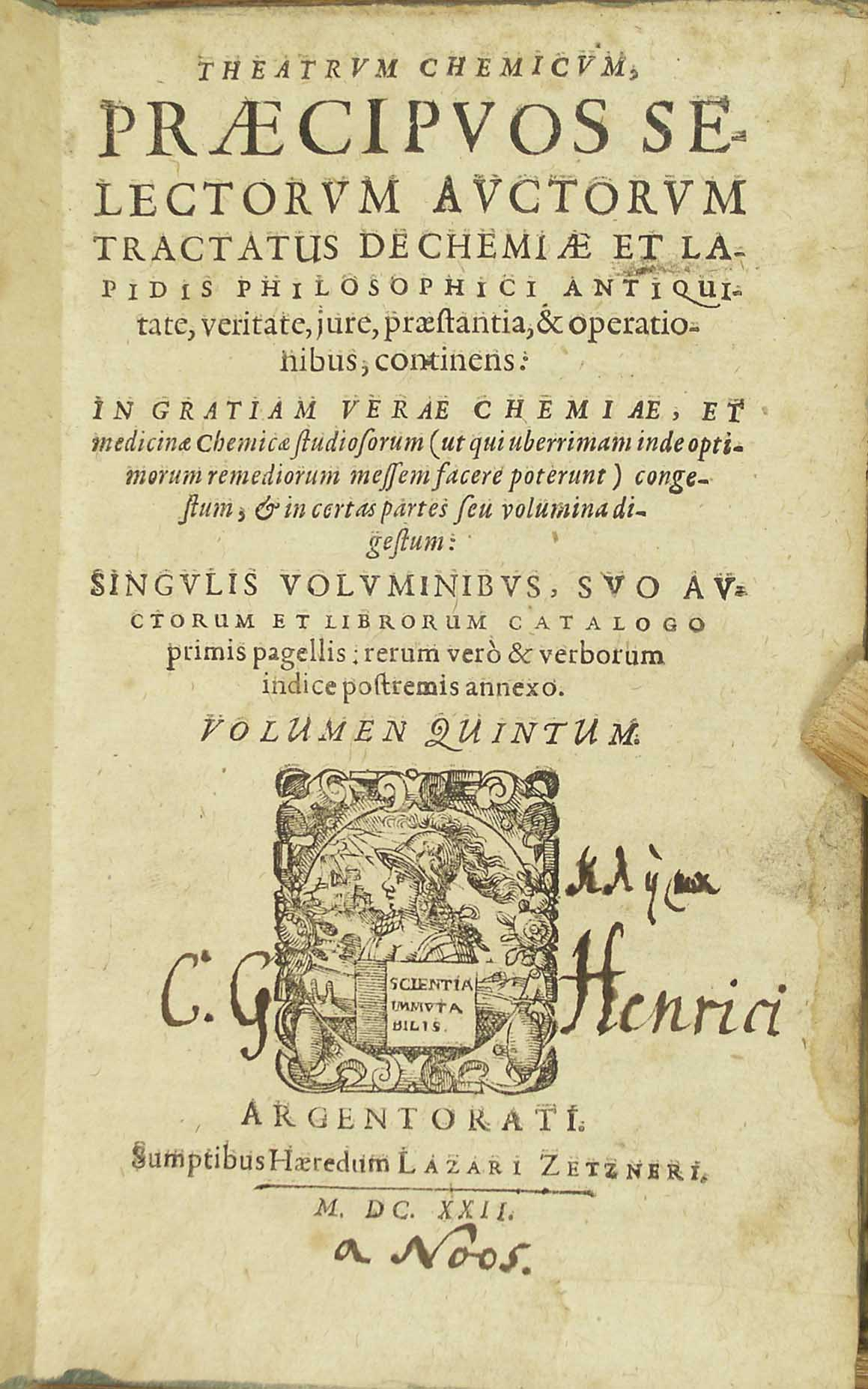
Theatrum chemicum, volumen V, página 1, publicado en 1622 en Estrasburgo, por Lazarus Zetzner.

El quinto volumen del Theatrum Chemicum fue publicado en 1622 en Estrasburgo. Este es el primero de los volúmenes que va a ser publicado por los herederos de Zetzner, muy probablemente por Eberhardi Zetzner, aunque el texto todavía lleva el nombre de Lazarus Zetzner. Este volumen contiene un número sustancial de "los más antiguos" tratados, incluyendo uno de los más antiguos tratados alquímicos que existen, la Turba Philosophorum. Estas adiciones incrementarían el número de tratados a 163.
- Heredes L. Zetzneri, Lectori candido (Introducción)
- Elenchus auctorum et tractatuum quinti voluminis (Tabla de contenidos)
- Turba philosophorum, ex antiquo manuscripto codice excerpta, qualis nulla hactenus visa est editio
- In turbam philosophorum sermo unus anonymi[* 29]
- Allegoriae sapientum supra librum Turbae: XXIX distinctiones
- Micreris, Tractatus Micreris suo discipulo Mirnefindo
- Platón, Platonis quartorum, cum commento Hebuhabes Hamed, explicati ab Hestole
- Calid filus Iarichi, Liber secretorum alchimiae, ex Hebraica lingua in Arabicam, et ex Arabica in Latinam translatus, interprete incerto

- Praefatio
- Liber secretorum regis Calid

- Calid,[* 30] Liber trium verborum
- Philosophiae chimicae duo vetustissima scripta

- Senior Zadith filius Hamuelis, Tabula chimica, marginalibus adaucta (Senior de chemia)

- Willem Mennens, Aurei velleris sive sacrae philosophiae vatum selectae ac unicae mysteriorumque Dei, naturae, et artis admirabilium, libri tres

- Epistola dedicatoria
- Ad lectorem
- Aurei velleris...
- Argumenta capitum...
- Consilium conjugii, seu De massa solis et lunae libri III (Anonymi libri III. de chemia)

- Petrus Bonus, Margarita novella correctissima

- Praefatio
- Ad alchemiam introductio
- Margarita preciosa

- Michael Scotus, Quaestio curiosa de natura solis et lunae
- Lucas Rodargirus, Pisces Zodiaci inferioris vel De solutione philosophica. Cum aenigmatica totius lapidis epitome

- Epistola
- Pisces Zodiaci inferioris vel De solutione philosophica
- Lucaa Rodargirius, Chymia compendiaria ad Johannem Riturum

- Alphonsus Rex Castellae, Liber philosophiae occultioris, (praecipue metallorum) profundissimus, cui titulum fecit: Clavis sapientiae

- Proemiolum
- Clavis sapientiae

- Aristoteles Alchymista, Tractatus ad Alexandrum Magnum, De lapide philosophico, breviloquium
- Monachus benedictinus anonymus, Epistola ad Hermannum Archiepiscopum Coloniensem, de lapide philosophico. Opuscula Platonis et Arnoldi Villanovani recensens
- Tomás de Aquino, Tractatus sextus, de esse et essentia mineralium tractans
- Cornelius Alvetanus Arnsrodius, De conficiendo divino elixire, sive lapide philosophico
- Animadversiones chemicae quatuor quibus ars περι χημειασ universa, tam practice quam theorice enudatur
- Roger Bacon, Epistolae (ad Gulielmum Parisiensem conscripta) de secretis operibus artis et naturae, et de nullitate magiae[* 31]

- Dedicatio ad Roseae Crucis fratribus
- Epistola ad lectorem
- Epistolae Rogerii Baconis de secretis operibus artis et naturae
- John Dee, Ad Baconis epistolam adnotata

- Christophorus Horn, De auro medico philosophorum, id est de illo occulto, salutari, solari omnium mineralium, vegetalium, et animalium corporum, spiritu. Dialogus scholasticus
- Index rerum memorabilium quae hoc in opere continentur (Índice)

### Volume VI

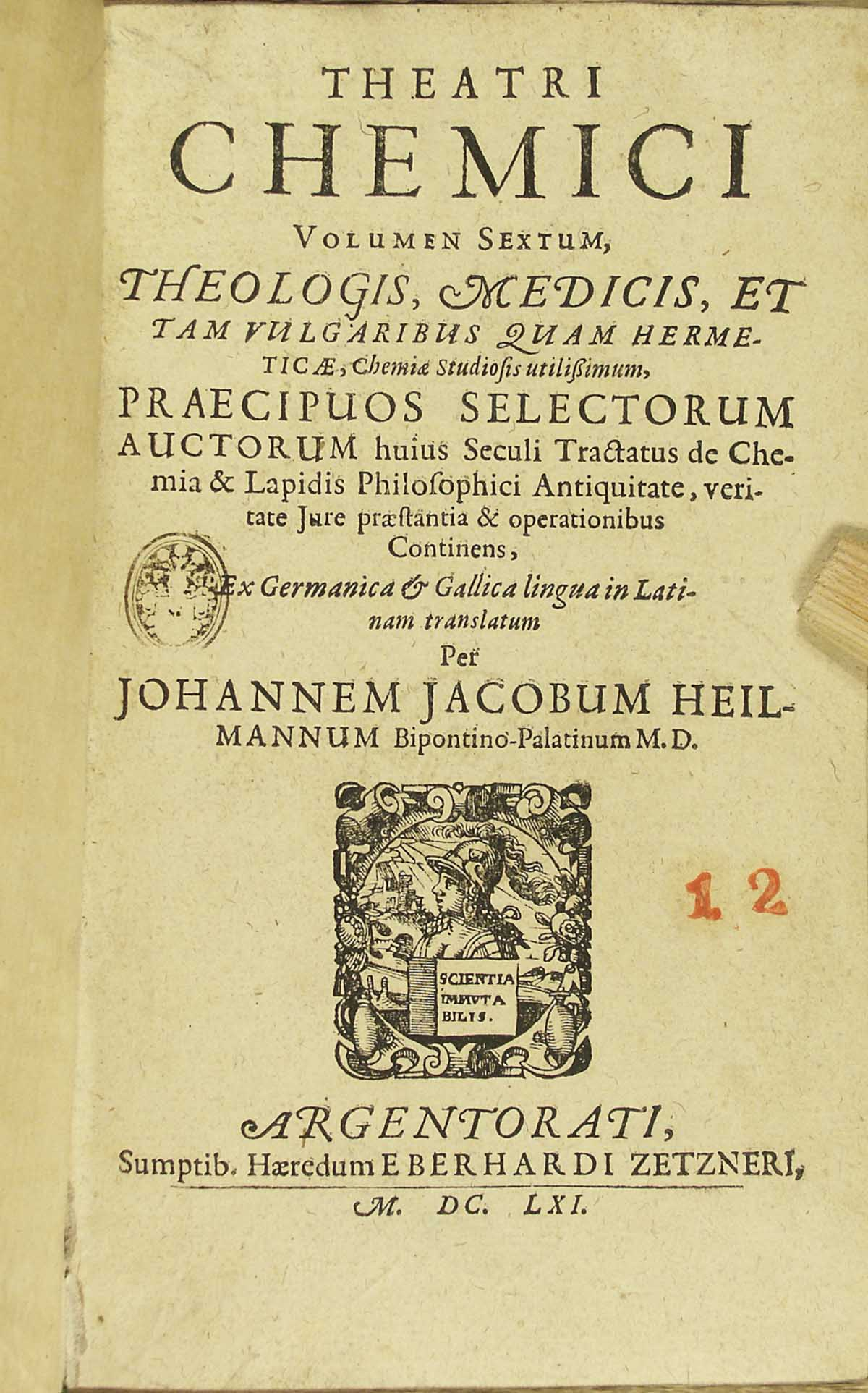
Theatrum chemicum, volumen VI, página 1, publicado en 1659-61 en Estrasburgo, por Lazarus Zetzner.

El volumen final del Theatrum Chemicum fue publicado entre 1659-1661 en Estrasburgo. El volumen VI fue publicado por Eberhardi Zetzner, aunque compilado por Johannes Jacobus Heilman. Este volumen contiene tratados expedidos originalmente en alemán o en francés, pero fueron traducidos al latín por Heilman. Estos tratados adicionales incrementarían el total de tratados a más de 200.
- Johannes Jacobus Heilman, Dedicatio (ad Friderico, comiti palatino ad Rhenum) (Dedication)
- Johannes Jacobus Heilman, Praefatio Dedicatio (secunda ad J.F.H.S. Sendivogii filio)[* 32]
- Johannes Jacobus Heilman, Praefatio ad lectorem (Introducción)
- Elenchus authorum et XII. tractatuum voluminis sexti (Tabla de contenidos)
- Blasius Vigenerius, Tractatus de igne et sale
- Tractatus de sale et igne. Pars secunda
- Johannes Collesson,[* 33] Idea perfecta philosophiae hermeticae
- Dedicatio (ad Gastoni Burbonio, Ludovici XIII regis fratri unico)
- Constans et unanimis vere philosophantium de physici lapidis materia atque operationibus sententia
- Idea perfecta philosophiae hermeticae, seu abbreviatio theoriae et praxeos lapidis philosophici observationibus, ad melius intelligendum principia et fundamenta naturae et philosophiae, aucta
- Observationes necessariae ad bene intelligendum principia et fundamenta naturae et philosophiae hermeticae (De principiis philosophiae hermeticae)
- Anonymus Philosophus, Fidelissima et jucunda instructio patris ad filium ex manuscripto Gallico desumpta
- Praefatio
- Hermes in superiori sphaera est in medio fontisvena, quae est philosophorum regula prima. Summa decem capitum sequentium
- Instructio de arbore solari
- Christophorus Parisiensis, Elucidarius artis transmutatoriae metallorum summa major

- Praefatio authoris
- Elenchus rerum quae in hoc opusculo continentur
- Elucidarii liber primus (de arte transmutatoria) in VII. capita divisus
- Appendix theorica pro meliore praecedentium declaratione
- Elucidarii liber secundus seu practica scientiae arboris philosophalis
- Elucidarii liber III. seu tertia pars elucidarii. De ordine medicinarum cum reprobatione sophisticationum Geberi
- Recapitulatio exacta trium elucidarii partium seu librorum
- Clavis (elucidarii) seu explicatio alphabeti, quo operationes artificis diversae abbreviationis causa denotantur
- Appendix practica (ad elucidarium) ante hac nunquam visa
- Tractatulus accuratissimus de compositione sulphuris et menstrui vegatibilis seu auro potabili secundum

- Johannes Grasseus alias Chortalasseus, Arca arcani artificiosissimi de summis naturae mysteriis. Constructa ex rustico majore et minore, et physica naturalis rotunda visionem cabalisticum chemicam descripta, quibus accessit appendix anonymi cuiusdam philosophi de via ad aurum potabile perveniendi

- De lapide philosophorum in genere
- De consensu philosophorum
- Pars secunda: Lilium inter spinas (1598)
- De praxis authoris
- Anonymus, Physica naturalis rotunda visionis chemicae cabalisticae (Cabala chemica)

- Admonitio. Instructio et probatio contra omnes eos, qui aurum potabile extra processum et tincturam lapidis philosophici universalis brevi temporis spatio praeparare sibi et aliis falso persuadent et sibi proponunt

- Praefatio ad lectorem
- Appendix de via ad aurum potabile philosophico

- Responsiones duae F. R. C. ad quosdam suos clientes

- Prima responsio: Epistola F. R. C. de lapide philosophorum acquisitione
- Altera responsio

- Andreas Orthelius, Commentator in Novum lumen chymicum Michaelis Sendivogii Poloni, XII. figuris in Germania repertis illustratum (1624)

- Praefatio Orthelii
- Commentator in Novum lumen chymicum Sendivogii
- Epilogus et recapitulatio in Novum lumen chymicum Sendivogii
- Andreas de Blauwen, Epistola Andreae de Blavven scripta ad Petrum Andream Matthiolum in qua agitur de multiplici auri potabilis parandi ratione
- Discursus Orthelii de praecedente Epistola Andreae de Blawen
- Epistola anonymi de principiis artis Hermeticae
- Expositio et practica lapidis adrop, collecta ex Plinii philosophi libro qui intitulatur: Aromaticum philosophorum thesaurus et secretum secretorum
- Excerpta ex interlocutione Mariae Prophetissae sororis Moysis et Aaronis, habita cum aliquo philosopho dicto Aros de excellentissimo opere trium horarum
- Orthelius, Explicatio verborum Mariae Prophetissae
- Joannes Pontanus, Epistola in qua de lapide quem philosophorum vocant agitur
- Orthelius, Commentatio in epistolam Joh. Pontani de lapide philosophorum
- Haimon, Epistola Haimonis de quatuor lapidibus philosophicis materiam suam ex minori mundo desumentibus

- Cornelius Alvetanus, Epistola de conficiendo divino elixire, sive lapide philosophico (14 de julio de 1565)
- Astronomia inferior seu planetarum terrestrium motus et variatio
- Summa rhytmorum Germanicorum de opere universali ex coelo soloque prodeunte
- Summa libri qui vocatur Gloria mundi, seu tabula Paradisi
- Michael Pezelius, Opus singulare procedens ex sale quodam centrali aethereo, resoluto in igne minerali terreno, seu oleo vitrioli, quod cum tinctura solis extracta fermentatur, & externo igne Solympico aut igne radiorum solis invisibili coquitur & maturatur. Ex Theophrasto redivivo Michaelis Pezelii circa finem
- Sententia aut compositio litis spiritus et judicis Mercurii. Ex vetusto scripto Bellum seu Duellum equestre vocato, ad accusationem et responsionem Solis et Martis, per picturas repraesenta[* 36]
- Summa rhytmorum parvorum Germanicorum, qui sunt ejusdem tenoris et sensus cum praecedentibus picturis, ad verbum expressa
- Annagramista "Harr gewiss Trost von Gott", Mysterium occultae naturae. Anonymi discipuli Johannis Grassei Chortalassei dicti nostro seculo insignis philosophi

- Praefatio ad pium lectorem filii Sendivogii I.F.H.S. Lucernae salis et Sudi philosophici authoris, et mysterii hermetici possessoris
- Invisibilia Dei a creatura mundi per ea quae facta sunt intellectu conspiciuntur

- Anonymus Discipulus Guidonis Magni de Monte Philosophi Graeci, Tractatulus, seu descriptio philosophici Adrop. Quaenam sit ejus species, et quomodo debeat elaborari et praeparari

- Praefatio et instructio ad lectorem
- De philosophico adrop
- Calcinatio metallorum
- De ovo philosophorum
- Johannes Isaac Hollandus, Tractatus de urina quomodo per spiritum ejus omnes tinctura sint extrahenda

- Johannes Chartier,[* 37] Scientia plumbi sacri sapientum seu cognitio rararum potestatum et virtutum antimonii

- Beys, Praefatio seu encomium in honorem authoris et plumbi sacri philosophorum
- Consignatio articulorum seu argumentorum in hoc tractatu contentorum
- Scientia plumbi sacri sapientum

- Joachim Polemann, Novum lumen medicum. De mysterio sulphuris philosophorum
- Solinus Saltzthal Regiemontanus, De potentissima philosophorum medicina universali, lapis philosophorum trismegistus dicta (1654)

- Praefatio ad lectorem
- Brevis descriptio admirandae virtutis et operationis summae medicinae lapis philosophorum dictae
- Discursus de philosophico fonte salino
- Praefatio ad lectorem

- Hermes Trismegistos, Tabula smaragdina seu verba secretorum Hermetis
- Henri de Rochas, Tractatus de observationibus novis et vera cognitione aquarum mineralium et de illarum qualitatibus et virtutibus antehac incognitis. Item de spiritu universali (1634)

- Caput I. De aquis sulphureis
- Caput II. De aquis vitriolatis
- Caput III. De aquis aluminosis
- Caput IV. De aquis nitrosis
- Caput V. De aquis ferruginosis
- Caput VI. De spiritu universali

- Index locupletissimus in VI. volumen Theatri chymici (Índice)

## Publicaciones relacionadas
Aunque Theatrum chemicum sigue siendo el más comprehensivo cuerpo único de trabajo sobre alquimia, futuras publicaciones emularían el intento de Zetzner de reunir obras alquímicas en una única fuente de referencia. En 1652, Elias Ashmole publicó en Londres una obra similar titulada "Theatrum chemicum britannicum". Las dos obras están relacionados por tema, pero son diferentes en contenido. Sin embargo, debido a la fecha de impresión del trabajo de Ashmole y los títulos similares, los dos compendios se confunden a menudo.
Luego, en 1702, Jean-Jacques Manget produjo en Ginebra la segunda colección más comprehensiva de tratados alquímicos en su "Bibliotheca chemica curiosa", que representa un total de casi 140 escritos, de los cuales 35 ya habían sido incluidos en el Theatrum chemicum.
Otro trabajo, elaborado por Friederich Roth-Scholtz, fue titulado "Deutsches theatrum chemicum". Se publicó en Núremberg entre 1728 y 1732, y como el trabajo de Ashmole se relaciona con el Theatrum chemicum en el asunto pero es de diferente contenido.

## Recursos
- H. C. Bolton, A select bibliography of chemistry, Washington 1893 (= Smithonian Miscellaneous Collections, vol. XXXVI), p. 1051-1058
- J. Ferguson, Bibliotheca chemica, Glasgow 1906, vol. 2, p. 436-439
- A. L. Caillet, Manuel bibliographique des sciences psychiques ou occultes, París 1912, vol. 3, p. 591-595 (after N. Lenglet Dufresnoy, Histoire de la philosophie hermétique, París 1742, vol. 3, p. 49)
- T. Hofmeier, (collation of the three editions of Theatrum chemicum, the planned compilation by I. Habrecht and J. J. Manget's Bibliotheca chemica curiosa), appendix to: C. Gilly, "On the genesis of L. Zetzner's Theatrum Chemicum in Strasbourg" in: Magia, alchimia, scienza dal '400 al '700. L'influsso di Ermete Trismegisto, ed. C. Gilly, C. van Heertum, Firenze: Centro Di, 2003, p. 435-441, with a bibliography of original editions on p. 442-446